# Arrhenatherum palaestinum
Arrhenatherum palaestinum ist eine Pflanzenart aus der Familie der Süßgräser (Poaceae).

## Beschreibung
Arrhenatherum palaestinum ist ein ausdauernder Horst-Hemikryptophyt, der Wuchshöhen von meist 50 bis 100, selten ab 40 und bis 120 Zentimeter erreicht. Die unteren Internodien sind kugelig und knollig verdickt. Die lockere Rispe ist 10 bis 20 Zentimeter lang. Die Ährchen sind meist zweiblütig und 11 bis 13 Millimeter lang. Die Achse zwischen der oberen und der unteren Blüte ist 1 bis 2 Millimeter lang. Die untere Blüte ist männlich. Ihre Deckspelze ist kahl und an ihrem Grund befindet sich eine 15 bis 27 Millimeter lange, gekniete Granne. Die obere Blüte ist weiblich oder zwittrig. Ihre Deckspelze ist unbegrannt und weist 2 bis 3 Millimeter lange Haare auf. Die Staubbeutel sind 4 bis 5 Millimeter groß. Die Frucht ist 4,5 bis 5 Millimeter groß.
Die Chromosomenzahl beträgt 2n = 14 oder 28.

## Vorkommen
Die Art kommt vom östlichen Mittelmeerraum bis zum Irak vor. Auf Kreta wächst sie auf Schutthalden, in Phrygana und in Kiefernwäldern in Höhenlagen von 300 bis 1400 Meter.

## Taxonomie und Systematik
Arrhenatherum palaestinum wurde 1854 von Pierre Edmond Boissier in Diagnoses Plantarum Orientalium novarum série 1, Band 13, Seite 51 erstveröffentlicht.
Man kann 2 Unterarten unterscheiden:
- Arrhenatherum palaestinum subsp. macedonicum H. Scholz: Sie kommt in Griechenland und in Nordmazedonien vor.[3]
- Arrhenatherum palaestinum Boiss.  subsp. palaestinum: Sie kommt in Griechenland, Bulgarien, im früheren Jugoslawien, in Kreta und in der Ägäis, in der Türkei, in Syrien im Libanon und im Gebiet von Israel und Jordanien vor.[3]